# 數位研究公司
數位研究公司（英語：Digital Research Inc.，簡稱DR或DRI），是一家以為迷你電腦“PDP-11”編寫作業系統而起家的電腦公司，總部位於美國加州蒙特雷縣的太平洋叢林市，1974年創立，1991年被Novell公司收購。及至Linux興起，又從Novell分拆出來，成為Caltech。現在由DeviceLogics擁有。
很多人都將數位研究公司和迪吉多（Digital Equipment Corporation；DEC）混淆，其實兩家公司完全沒有關係。

## 外部連結
- CP/M的歷史 （页面存档备份，存于）
- DeviceLogics收購了DR-DOS
- DR-DOS現在的網址 （页面存档备份，存于）